# 锗酸镤(IV)
锗酸镤(IV)是一种无机化合物，化学式为PaGeO4。

## 制备
将二氧化镤和二氧化锗在真空烧结得到产物。
{\displaystyle {\mathsf {PaO_{2}+GeO_{2}\ {\xrightarrow {1100-1200^{o}C}}\ PaGeO_{4}}}}

## 物理性质
锗酸镤(IV)有以下两种结构：
- α-PaGeO4，属于正交晶系，晶胞参数a = 0,5106 nm, c = 1,138 nm, Z = 4，具有CaWO4结构；
- β-PaGeO4，属于正交晶系，晶胞参数为a = 0,7157 nm, c = 0,6509 nm, Z = 4，具有ZrSiO4结构。[1][2].